# Арбагар (село)
Арбага́р — село (с 1950 до 2018 гг. посёлок городского типа) в Шилкинском районе Забайкальского края России. Входит в городское поселение Холбонское. Население — 310 жителей (2021).

## География
Находится на востоке района, в 25 км к северо-востоку от Шилки.

## История
Возник в 1887 году с связи с промышленными разработками Арбагарского месторождения (отрабатывалось до 1972 года). В 1923 Арбагарские угольные копи национализированы.
Статус посёлка городского типа Арбагар имел с 1950 до 2018 гг. В 2018 году категория населённого пункта была изменена с пгт на село.

## Население
| 1959 | 1970  | 1979  | 1989  | 2002 | 2007 | 2009 | 2010 | 2011 |
| ---- | ----- | ----- | ----- | ---- | ---- | ---- | ---- | ---- |
| 4340 | ↘2990 | ↘1802 | ↘1447 | ↘744 | ↘639 | ↘628 | ↘554 | ↘550 |
| 2012 | 2013  | 2014  | 2015  | 2016 | 2017 | 2018 | 2019 | 2020 |
| ↘519 | ↘510  | ↘495  | ↘491  | ↘461 | ↗462 | ↘452 | ↘437 | ↘417 |
| 2021 |       |       |       |      |      |      |      |      |
| ↘310 |       |       |       |      |      |      |      |      |

## Инфраструктура
Экономика
Арбагарский экспериментальный завод технологической оснастки, Арбагарское шахтоуправление, швейная фабрика (в нынешнее время заброшены и разрушены).
Социальные объекты
Средняя школа, профтехучилище, детский сад (в нынешнее время действует только средняя школа), 
дом культуры (в данный момент заброшен и разрушен), 
больница (в данный момент заброшена и разрушена).

## Транспорт
В 5 км от селения проходит автотрасса Шилка — Нерчинск.
До ближайшего разъезда и станции Холбон проложена узкоколейная ж.д.

## Памятники
Памятник в честь воинов-односельчан, погибших в Великой Отечественной, в честь борцов, погибших за власть Советов, памятный знак в честь арбагарской организации РСДРП.